# ジョー・オズボーン
ジョー・オズボーン（1937年8月28日 – 2018年12月14日 ）は、 1960年代から1980年代、ロサンゼルスでレッキング・クルーと、ナッシュビルでスタジオミュージシャンのAチームとセッションミュージシャンとして活躍したことで知られるアメリカのベースプレーヤー 。

## バイオグラフィー

### 初期のキャリア
オズボーンは、地元のクラブで働き始め、その後歌手のデイル・ホーキンスのヒット曲で演奏した。彼は20歳でラスベガスに移り、カントリー・シンガーのボブ・ルーマンのバックアップを1年間過ごす。伝説的なギタリストのロイ・ブキャナンをバンド仲間に迎え、オズボーンはギターからエレクトリックベースに切り替えた。ギータもベースも独学である。1960年、同じくルイジアナ州北東部のフランクリン教区出身のアレン「パドラー」ハリスと、ウェブスター教区出身のジェームズ・バートンとともに、ポップスターのリッキー・ネルソンのバックアップバンドに参加し、4年間過ごす。 「トラヴェリン・マン」などのネルソンのヒット曲での彼の演奏は、より幅広い注目を集め始め、ジョニー・リヴァースなどのアーティストとのスタジオ作品に進出する機会を見つけた。

### ロサンゼルスのスタジオベーシストとして
ネルソンバンドが1964年に解散したとき、オズボーンはロサンゼルスのスタジオワークにフルタイムで転向する。次の10年間、彼はロサンゼルスのスタジオミュージシャンの間で「ファーストコール」ベーシストと見なされ（レッキング・クルーとして知られている）、ルー・アドラーやボーンズ・ハウなどの有名なプロデューサーと頻繁に協力した。ドラマーのハル・ブレインとキーボーディストのラリー・ネクテルとのコンビネーションはハリウッド・ゴールデン・トリオと呼ばれている。彼のベースは、その間にロサンゼルスでカットされたヒットレコードの多くで、数多くの映画音楽やテレビコマーシャルとともに聞くことができる。
彼の演奏は、ママス＆パパス、アソシエイション、グラス・ルーツなどの有名なグループのレコード、サイモン＆ガーファンクルの「明日に架ける橋」やフィフス・ディメンションの「アクエリアス/レット・ザ・サンシャイン・イン」といった曲で聞くことができる。アコースティックギターとのメロディックな対位法で際立ってミックスされたベースをフィーチャーした曲は、アメリカによる1972年のヒットシングル「ベンチュラ・ハイウェイ」である。彼はまた、いくつかのジョニー・リヴァースのレコードで演奏した。
オズボーンは、1969年の「ホリー・ホーリー」の心に残るユニークなベースラインを含む、1960年代後半から1970年代初頭から中期にかけてニール・ダイアモンドの大ヒット曲の多くを演奏した。オズボーンは、後に人気兄妹デュオ カーペンターズとなる、リチャードとカレンを発見しデビューの後押しをしたことでも知られている。カーペンターズのアルバムでは、キャリアを通じてベースを演奏している。
ナンシー・シナトラの1970年代の作品や、ドン・フランシスコのクリスチャンアルバム『Forgiven』(1977年) などでもオズボーンの参加している曲を聞くことができる。

### ナッシュビルでの仕事
1974年、オズボーンはロサンゼルスを離れ、カントリー・ミュージックの中心地ナッシュビルに移った。彼はスタジオでのアクティブなキャリアを続け、ケニー・ロジャース、メル・ティリス、ハンク・ウィリアムズ・ジュニアなどのボーカリストのバックバンドとして演奏した。あるカウントリストでは、カントリー・チャートで53曲のナンバーワン・ヒットのあるベーシストとしてオズボーンがリストアップされており、トップ40に入った曲は少なくとも197曲あった。オズボーンの音楽的才能は242を超えるさまざまな曲にクレジットされているが、初期の頃は多くのパフォーマンスがクレジットされていない。オズボーンは1988年にナッシュビルを去り、ルイジアナ州北西部のシュリーブポート近くのカドー教区のキースビルに定住した。

### その後の人生
2005年から、彼は半引退生活をしつつ、時折レコーディングを続けた。彼はリチャード・カーペンターと一緒に新しいチャートやレコーディングを作り続けること、そして地元の教会でベースを演奏することを楽しんだ。オズボーンは2017年5月まで地元で活動し、スタジオで働き続けた。2018年8月にリリースされたMicah Haroldのアルバム『Micah and the JazzGrass Apocalypse』に参加している。
オズボーンは2018年の初めに膵臓がんと診断され、2018年12月14日に自宅で亡くなった。

## 楽器とスタイル
オズボーンのレコーディングキャリアのほとんどを通しての楽器は、1960年のフェンダー・スタックノブ・ジャズベースであった。これは、ネルソンとオーストラリアをツアーする直前にフェンダーから渡されたものだった。オズボーンは、フェンダーが使用していたプレシジョンベースを送ってこなかったことに最初はがっかりしたと述べたが、ネックが狭いため短指が楽になったため、ジャズベースが好きになったと語った。 ラベラのフラットワウンドベースの弦でベースを20年も変えずに弦もそのまま交換せず演奏、そのスタイルは特徴的で、ペレクトラム（ピック）を使っていることもあって、共鳴した明るい音色が特徴的であった。このベースは、テネシー州ナッシュビルのミュージシャンの殿堂と博物館に常設展示されている。
多くのプロデューサーやアレンジャーは、従来よりも目立つベースラインをミックスしたり、短いベースソロをアレンジに取り入れたりすることで、彼の貢献にスポットライトを当てることを選択した。
彼は、アメリカのベースメーカーLaklandによって作られたシグネチャーベース「Joe Osborn Signature」（現在「44-60 Vintage J Bass」と呼ばれている）を持っていた。2012年に、フェンダーは彼の希望する仕様に従ってオズボーンのためのカスタムフェンダー・ジャズベースを制作した。彼は、10代のミュージシャンMatthew Davidsonのデビューレコーディングでベースを制作および演奏したときに、このベースで初めてレコーディングした。

## 賞と栄誉
ジョー・オズボーンは、1980年、1981年、1982年、1983年、1984年、および1985年に、カントリーミュージック・アカデミーからベースプレーヤー・オブ・ザ・イヤーにノミネートされ、6回のうち4回の栄誉を獲得した。
- 1980年ベースプレーヤー・オブ・ザ・イヤー、ノミネート、アカデミー・オブ・カントリー・ミュージック[17]
- 1981年ベースプレーヤー・オブ・ザ・イヤー、アカデミー・オブ・カントリー・ミュージック受賞者
- 1982年ベースプレーヤー・オブ・ザ・イヤー、ノミネート、アカデミー・オブ・カントリー・ミュージック
- 1983年ベースプレーヤー・オブ・ザ・イヤー、アカデミー・オブ・カントリー・ミュージック受賞者
- 1984年ベースプレーヤー・オブ・ザ・イヤー、アカデミー・オブ・カントリー・ミュージック受賞者
- 1985年ベースプレーヤー・オブ・ザ・イヤー、アカデミー・オブ・カントリー・ミュージック受賞者
- 2010年ルイジアナ音楽殿堂[2]

## 主な参加楽曲
- トラヴェリン・マン（リッキー・ネルソン）
- メンフィス（ジョニー・リヴァース）
- 夢のカリフォルニア（ママス＆パパス）
- ウィンディ（アソシエイション）
- マッカーサー・パーク（リチャード・ハリス）
- 輝く星座/レット・ザ・サンシャイン・イン（フィフス・ディメンション）
- ニューヨークの少年（サイモン＆ガーファンクル）
- ふたりの誓い（カーペンターズ）
- Forgiven（ドン・フランシスコ）
- 小さな愛の願い（カーペンターズ）
- 真夜中の誓い（グラス・ルーツ）
- ベンチュラ・ハイウェイ（アメリカ）

## 主な参加アルバム
- In Action! - ジョニー・リヴァース（1964）
- サウンド・オブ・サイレンス - サイモン＆ガーファンクル（1966）
- Rewind - ジョニー・リヴァース（1967）
- ジェントル・オン・マイ・マインド - グレン・キャンベル（1967）
- 恋はフェニックス - グレン・キャンベル（1967）
- Realization - ジョニー・リヴァース（1968）
- ウィチタ・ラインマン - グレン・キャンベル（1968）
- 太陽のあたる場所 - グレン・キャンベル（1968）
- ブックエンド - サイモン＆ガーファンクル（1968）
- ヘイ・リトル・ワン - グレン・キャンベル（1968）
- サンシャワー - テルマ・ヒューストン（1969）
- ガルベストン - グレン・キャンベル（1969）
- イズ・ティス・ホワット・ユー・ウォント？  - ジャッキー・ロマックス（1969）
- 明日に架ける橋 - サイモン＆ガーファンクル（1970）
- Slim Slo Slider - ジョニー・リヴァース（1970）
- トライ・ア・リトル・カインドネス - グレン・キャンベル（1970）
- イージー・ダズ・イット  -  アル・クーパー （1970）
- コールド・スプリング・ハーバー - ビリー・ジョエル（1971）
- Home Grown - ジョニー・リヴァース（1971）
- ネバダ・ファイター - マイケル・ネスミス（1971）
- バーブラ・ストライサンド - バーブラ・ストライサンド（1971）
- ポール・サイモン - ポール・サイモン（1972）
- デビッド・クレイトン - トーマス - デビッド・クレイトン - トーマス（1972）
- L.A. Reggae - ジョニー・リヴァース（1972）
- 天使の歌声 - アート・ガーファンクル（1973）
- ルル - ルル（1973）
- 復活 - グレン・キャンベル（1974）
- ヒューストン  - グレン・キャンベル（1974）
- New Lovers and Old Friends - ジョニー・リヴァース（1975）
- 愛への旅立ち - アート・ガーファンクル（1975）
- Wild Night - ジョニー・リヴァース（1976）
- トルバドール - J・J・ケイル （1976）
- たそがれの恋  - オリビア・ニュートン=ジョン（1976）
- ケニー・ロジャース - ケニー・ロジャース（1976）
- エイミー・グラント - エイミー・グラント（1977）
- ウォーターマーク - アート・ガーファンクル（1977）
- デイタイム・フレンズ - ケニー・ロジャース（1977）
- カムズ・ア・タイム - ニール・ヤング（1978）
- ケニー - ケニー・ロジャース（1979）
- Dreamlovers - タニヤタッカー（1980）
- シザーズ・カット - アート・ガーファンクル（1981）
- オールドウェイズ - ニール・ヤング（1985）
- アニマルズ・クリスマス - エイミー・グラント、アート・ガーファンクル（1985）
- タイム - リチャード・カーペンター（1987）
- レフティ - アート・ガーファンクル（1988）
- 新たなる輝き～イエスタデイ・ワンス・モア - リチャード・カーペンター（1998）